# Cziráky Lucy
Cziráky Lucy (eredeti neve: Szecsődi Czukelter Lujza; férjezett neve: Gálos Lajosné) (Újpest, 1905. szeptember 3. – Budapest, 1982. március 17.) magyar színésznő.

## Életpályája
Szülei Czukelter Ferenc és Mullák Rozália voltak. Az 1930-as években a Terézkörúti Színpadon szerepelt. 1943-ban a Komédia Orfeum tagja volt. Ezt követően a Fővárosi Operettszínházhoz szerződött.

## Magánélete
1927. szeptember 3-án Budapesten házasságot kötött Gálos Lajossal.
Sírja a Megyeri temetőben található.

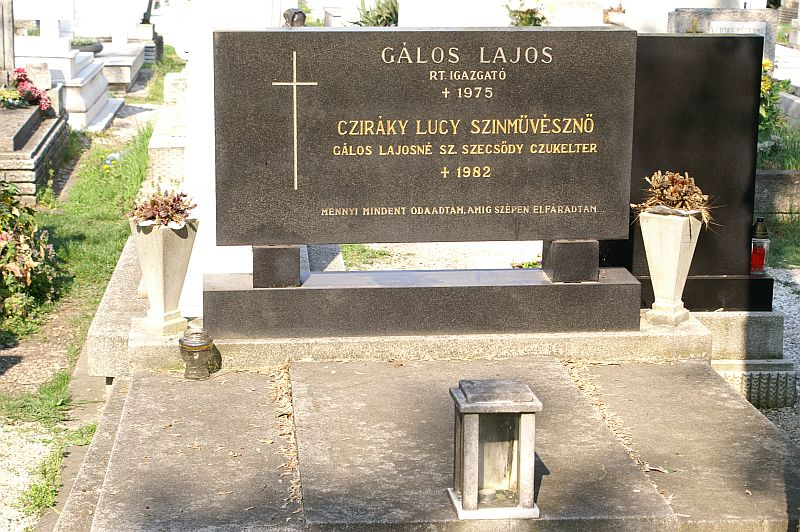
Cziráky Lucy színésznő sírja Budapesten. Megyeri temető: 14/I/0/31-32

## Filmjei
- Szeptember végén (1942)
- Álomkeringő (1942)
- Éjjeli zene (1943)
- Futóhomok (1943)
- Viharbrigád (1943)
- Fiú vagy lány? (1944)
- Egy fiúnak a fele (1946)
- Állami Áruház (1953)
- A város alatt (1953)
- Megöltek egy lányt (1961)
- A nagy kék jelzés (1969)